# Dwijaya
Dwijaya is een bestuurslaag in het regentschap Musi Rawas van de provincie Zuid-Sumatra, Indonesië. Dwijaya telt 2807 inwoners (volkstelling 2010).